# Buenavista, Compostela
Buenavista är en ort i Mexiko.   Den ligger i kommunen Compostela och delstaten Nayarit, i den centrala delen av landet, 700 km väster om huvudstaden Mexico City. Buenavista ligger 25 meter över havet och antalet invånare är 112.
Terrängen runt Buenavista är platt åt nordväst, men åt sydost är den kuperad. Runt Buenavista är det ganska tätbefolkat, med 54 invånare per kvadratkilometer. Närmaste större samhälle är Zacualpan, 1,2 km norr om Buenavista. Omgivningarna runt Buenavista är en mosaik av jordbruksmark och naturlig växtlighet.